# Centralni gur jezici
Centralni gur jezici, grana gurskih jezika iz Togoa, Benina, Gane, Burkine Faso, Obale Slonovače i Malija. Obuhvaća 69 jezika:
a. Sjeverni (38):
a1. Bwamu (4) Burkina Faso, Mali: bomu, buamu, bwamu (dva jezika: láá láá bwamu, cwi).
a2. Kurumfe (1) Burkina Faso: koromfé.
a3. Oti-Volta (33):
a. Buli-Koma (2) Gana: buli, konni.
b. Istočni (4) Benin: Biali, ditammari, mbelime, waama.
c. Gurma (9) Togo, Burkina Faso, Gana, Benin: akaselem, bimoba, gourmanchéma, konkomba, miyobe, moba, nateni, ngangam, ntcham,
d. Zapadni (16) Gana, Burkina Faso, Benin: birifor (dva jezika: malba ili malba-birifor i južni ili ganski birifor), dagaari dioula jezik, dagbani, farefare, hanga, južni dagaare, kamara, kantosi, kusaal, mampruli, mòoré jezik, notre jezik, safaliba jezik, sjeverni dagara jezik, wali jezik,
e. Yom-Nawdm (2) Togo, Benin: nawdm, yom.
b. Južni centralni gur (31):
a. Dogoso-Khe (2) Burkina Faso: dogoso, khe.
b. Dyan (1) Burkina Faso: dyan jezik.
c. Gan-Dogose (3)Burkina Faso, Obala Slonovače: dogosé, kaansa, khisa.
d. Grusi (23) Gana, Togo, Burkina Faso: 
d1. istočni (7) Togo, Gana, Benin: bago-kusuntu, chala, delo, kabiyé, lama, lukpa, tem.
d2. sjeverni (6) Burkina Faso: kalamsé, kasem, lyélé, nuni jezik (dva jezika: sjeverni i južni), pana.
d3. zapadni (10) Gana, Burkina Faso: chakali, deg jezik, paasaal jezik, phuie jezik, sisaala (3 jezika: tumulung tumulung sisaala, zapadni i sisaala), tampulma, vagla, winyé.
e. Kirma-Tyurama (2) Burkina Faso: cerma, turka.

## Vanjske poveznice
- Ethnologue (14th)
- Ethnologue (15th)